# Capa d'electrons

La taula periòdica amb les capes d'electrons.

Una capa d'electrons és cadascun dels nivells d'energia en què es distribueixen els electrons d'un àtom.
Al nivell energètic més alt on hom pot trobar electrons en l'estat fonamental s'anomena capa de valència. Els electrons d'aquesta capa més exterior determinen les propietats químiques de l'àtom, se'ls coneix com a electrons de valència.

## Història

### Model atòmic de Bohr

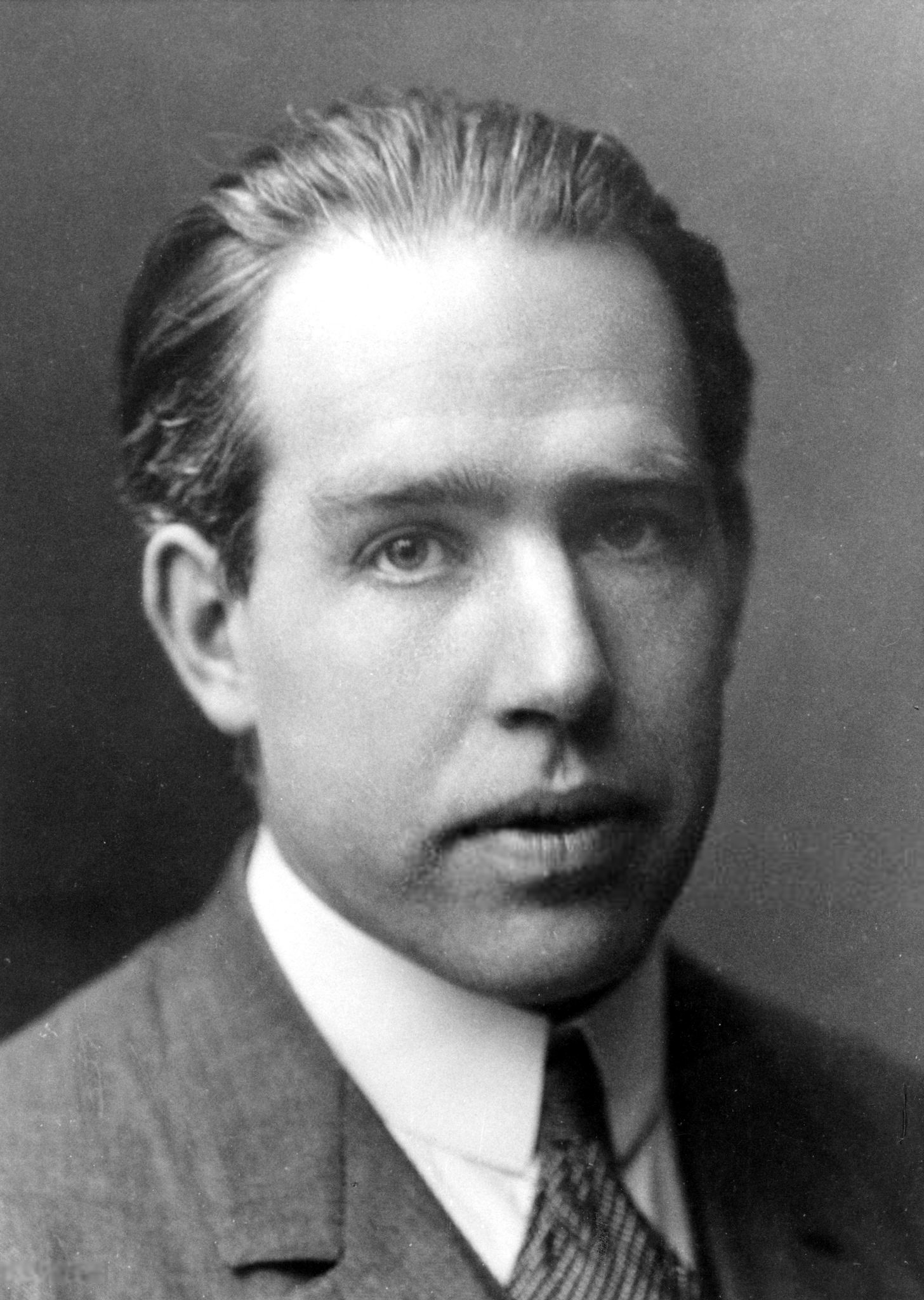
Niels Bohr el 1922, quan rebé el Premi Nobel de Física per la seva recerca en l'estructura atòmica.

L'existència de capes d'electrons fou introduïda en els models dels àtoms amb el model atòmic de Bohr presentat el 1913. Els models més antics suposaven que els electrons giraven al voltant del nucli atrets per la força electroestàtica entre la càrrega negativa de l'electró i la positiva del nucli atòmic. En destaca el model de Rutherford on l'àtom era com un sistema planetari a escala molt petita. Les inconsistències d'aquest model, com la impossibilitat de que l'electró es mantingués en òrbita degut a que les càrregues accelerades emeten energia i els electrons haurien de caure cap el nucli; i el fet de no poder explicar els espectres atòmics, feren que el físic danès Niels Bohr (1885-1962) introduís la quantització de les òrbites de l'electró a l'àtom d'hidrogen i establí l'existència de nivells d'energia a partir de tres postulats.
Segons el model de Bohr l'electró a l'àtom d'hidrogen només poden tenir una quantitat d'energia que ve donada per la següent relació:
{\displaystyle E_{n}=-2\pi ^{2}k^{2}{\frac {e^{4}m}{n^{2}h^{2}}}}on:
- {\displaystyle k} és la constant de Coulomb, 8,988 × 10⁹ N m2 C–2,
- {\displaystyle e} la càrrega elèctrica elemental, 1,602 × 10–19 C,
- {\displaystyle m} la massa de l'electró, 9,109 × 10–31 kg,
- {\displaystyle h} la constant de Planck, 6,63x10–34 Js, i
- {\displaystyle n} el nombre quàntic principal {\displaystyle 1,2,3...}

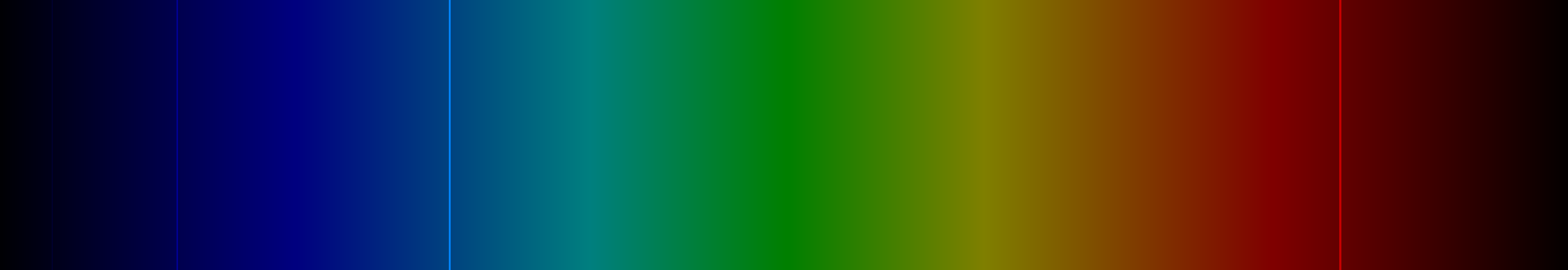
Espectre d'emissió de l'àtom d'hidrogen (línies) sobre l'espectre continu de la llum visible.

L'electró de l'àtom d'hidrogen està situat al nivell {\displaystyle n=1}, el més baix d'energia, i pot pujar a nivells superiors si absorbeix energia. Tanmateix, en aquests nivells no és estable i torna al nivell fonamental emeten un fotó d'energia igual a la diferència d'energies entre els nivells inicial {\displaystyle n_{i}} i final {\displaystyle n_{f}}. La freqüència d'aquest fotó val:
{\displaystyle \nu ={\frac {2\pi ^{2}k^{2}e^{4}m}{h^{3}}}{\biggl (}{\frac {1}{n_{f}^{2}}}-{\frac {1}{n_{i}^{2}}}{\biggr )}}

### Experiment de Franck-Hertz
L'experiment de Franck-Hertz és una experiència duta a terme el 1914 pels físics alemanys James Franck (1882-1964) i Gustav Ludwig Hertz (1887-1975) que provà l'existència de nivells d’energia discrets als àtoms així com havia previst el físic danès Niels Bohr (1985-1962) en el seu model atòmic de 1913, això és la seva quantització, i la possibilitat d’excitar-los per mètodes no òptics. L'experiència es realitzà dins un tub de vidre on s'havia fet el buit i s'hi havia vaporitzat una gota de mercuri. Contra els àtoms de mercuri es llançaren electrons, produïts per emissió termoiònica i accelerats mitjançant una diferència de potencial, a altes velocitats. Els resultats foren contraris a la teoria clàssica i observaren només l'absorció de la seva energia cinètica per a determinats valors que es repetien de forma regular. Per aquesta investigació Franck i Hertz foren guardonats amb el Premi Nobel de Física el 1925.

### Model atòmic de Sommerfeld
La terminologia de capes prové de la modificació del model de Bohr del 1913 feta pel físic alemany Arnold Sommerfeld (1868-1951). Durant aquest període, Bohr treballava amb el físic alemany Walther Kossel (1888.1956), els quals en els seus articles de 1914 i de 1916 anomenaven les òrbites «capes». Sommerfeld conservà el model planetari d'òrbites circulars de Bohr, però afegí òrbites lleugerament el·líptiques (caracteritzades per nombres quàntics addicionals {\displaystyle l} i {\displaystyle m}) per explicar l'estructura espectroscòpica fina d'alguns elements. Els múltiples electrons amb el mateix nombre quàntic principal {\displaystyle n} tenien òrbites properes que formaven una «capa» d'un cert gruix en lloc de l'òrbita circular del model de Bohr, on les òrbites anomenades «anells» es descriuen com un pla.

### Model atòmic de Schrödinger

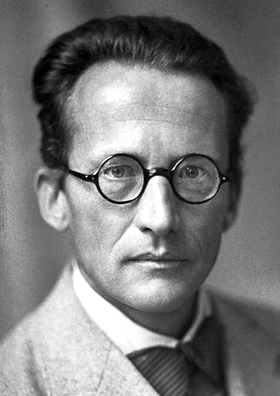
Erwin Schrödinger el 1933 quan rebé el Premi Nobel de Física per la seva contribució a la teoria atòmica.

Malgrat l'èxit inicial del model atòmic de Bohr, que explicava la no emissió d'energia dels electrons i explicava perfectament els espectres atòmics, no pogué ser estès a àtoms amb més d'un electró. A partir del descobriment de la dualitat ona-corpuscle el físic austríac Erwin Schrödinger (1887-1961) proposà el 1926 un nou model mecano-quàntic considerant l'electró com una ona. En un àtom els electrons poden tenir funcions d'ona que siguin solucions de l'anomenada equació de Schrödinger, la resolució de la qual dona lloc a famílies de solucions, anomenades orbitals atòmics, que venen determinades per una sèrie de nombres quàntics.
Per a un sistema quàntic general l'equació de Schrödinger és:
{\displaystyle i\hbar {\partial \Psi (\mathbf {r} ,\,t) \over \partial t}={\hat {H}}\Psi (\mathbf {r} ,\,t)}on:
- {\displaystyle \Psi (\mathbf {r} ,\,t)} és la funció d'ona, que determina l'amplitud de probabilitat per a diferents espais de configuració del sistema.
- {\displaystyle \hbar } és la constant de Planck reduïda, ({\textstyle \hbar =h/2\pi }), que pot ser igualada a la unitat quan s'utilitzen unitats aturals.
- {\displaystyle {\hat {H}}} és l'operador lineal Hamiltonià del sistema que dona l'energia del sistema.[3]

## Nivells d'energia

Nivells d'energia (no representats a escala).

En resoldre l'equació de Schrödinger s'obtené que l'electró pot tenir uns certs valors discrets d'energia a l'escorça de l'àtom. Aquests nivells venen determinats per l'anomenat nombre quàntic principal que pot adoptar qualsevol nombre natural ({\displaystyle 1,2,3...}) i que simbolitza per {\displaystyle n}. El nivell més baix d'energia és el corresponent a {\displaystyle n=1} i és el nivell que ocupen en primer lloc els electrons. A continuació ve el nivell {\displaystyle n=2}, de major energia, i li segueixen la resta. La diferència d'energia entre nivells seguits es va reduint a mesura que augmenta el número quàntic principal. Sovint les capes no s'anomenen amb el nombre quàntic principal sinó que sempren les següents lletres que provenen dels estudis espectroscòpics: K, L, M, N, O, P i Q.
Si un electró absorbeix energia, be sigui perquè absorbeix un fotó o per escalfament, augmenta la seva energia i passa a tenir un nivell d'energia més alt, puja de nivell. Com que en aquest nivell no és estable, torna al nivell inicial emetent un fotó. És el fenomen que produeix els espectres atòmics. Si s'aporta suficient energia a un electró pot passar al nivell {\displaystyle n=\infty } i perd el seu lligam amb el nucli atòmic. Es diu que l'àtom s'ha ionitzat i l'energia necessària pel procés d'ionització s'anomena energia d'ionització.
Cada capa es compon d'una o més subcapes, que al seu torn es componen d'orbitals atòmics. Per exemple, la primera capa (K) té una subcapa, anomenada "1s"; la segona capa (L) té dues subcapes, anomenades "2s" i "2p"; la tercera capa té "3s", "3p" i "3d", i així segueix. La taula següent mostra les subcapes que poden existir:
| Subcapa | ℓ | Electrons màxims | Capes que la tenen | Nom històric |
| ------- | - | ---------------- | ------------------ | ------------ |
| s       | 0 | 2                | Totes              | sharp        |
| p       | 1 | 6                | 2a i superior      | principal    |
| d       | 2 | 10               | 3a i superior      | diffuse      |
| f       | 3 | 14               | 4a i superior      | fundamental  |
| g       | 4 | 18               | 5a i superior      |              |

## Principi d'Aufbau o de construcció
El principi d'Aufbau (del terme alemany Aufbauprinzip, «principi de construcció») és una racionalització de la distribució dels electrons entre els nivells d'energia en els estats fonamentals (més estables) dels àtoms. Aquest principi, formulat pel físic danès Niels Bohr cap a l'any 1920, és una aplicació de les lleis de la mecànica quàntica a les propietats dels electrons sotmesos al camp elèctric creat per la càrrega positiva del nucli d'un àtom i la càrrega negativa dels altres electrons que estan lligats al nucli. La construcció assenyalada pel nom d'aquest principi és un procés hipotètic en el qual els electrons són considerats com si entraren, un per un, en aquest camp elèctric i prenent les seves condicions més estables respecte a ell.

Configuració electrònica gràfica dels primers deu elements.

### Regla de Madelung
El número quàntic principal {\displaystyle n} determina l'energia dels nivells energètics. Com menor sigui {\displaystyle n}, més baix és el nivell. Per tant, el nivell més baix és el corresponent a {\displaystyle n} = 1. Dins d'un mateix nivell l'ordre d'energies segueix l'ordre del nombre quàntic secundari. Tanmateix, a mesura que s'omplen els nivells els subnivells més baixos d'un determinat nivell queden per sota dels subnivells més alts del nivell immediatament inferior. Per aquesta raó, no és obvi la distribució d'electrons per subnivells.
La regla de Madelung, o de Madelung-Klechkovsky, fou publicada el 1926 pel físic alemany Erwin Madelung (1881-1971) i fou justificada teòricament el 1951 pel físic soviètic Vsevolod Klechkovsky (1900-1972). Aquesta regla diu que els electrons ocupen els orbitals seguint l'ordre creixent de la suma de números quàntics principal i secundari {\displaystyle n+l}, i si coincideixen, s'ocupa primer el d'{\displaystyle n} inferior. No obstant això, encara que és vàlida per a la majoria d'àtoms no sempre es compleix.

Diagrama de Moeller que representa gràficament la regla de Madelung.

|                   |              | {\displaystyle 1} | {\displaystyle 2} | {\displaystyle 3} | {\displaystyle 4} | {\displaystyle 5} | {\displaystyle 6} | {\displaystyle 7} | {\displaystyle 8} |
| ----------------- | ------------ | ----------------- | ----------------- | ----------------- | ----------------- | ----------------- | ----------------- | ----------------- | ----------------- |
| {\displaystyle s} | (màxim 2e-)  | 1r                | 2n                | 4t                | 6è                | 9è                | 12è               | 16è               | 20è               |
| {\displaystyle p} | (màxim 6e-)  |                   | 3r                | 5è                | 8è                | 11è               | 15è               | 19è               | 24è               |
| {\displaystyle d} | (màxim 10e-) |                   |                   | 7è                | 10è               | 14è               | 18è               | 23è               |                   |
| {\displaystyle f} | (màxim 14e-) |                   |                   |                   | 13è               | 17è               | 22è               |                   |                   |
| {\displaystyle g} | (màxim 18e-) |                   |                   |                   |                   | 21è               |                   |                   |                   |

#### Diagrama de Moeller
El diagrama de Moller, publicada el 1963 pel químic estatunidenc George T. Moeller (1913-1997), és una regla mnemotècnica gràfica de la regla de Madelung que consisteix a escriure els orbitals d'un mateix nivell en files i en columnes els de diferents nivells per ordre creixent. A l'hora d'omplir els orbitals s'ha de seguir l'ordre de les diagonals.

#### Excepcions
Es produeixen excepcions a la regla de Madelung degut a que les energies dels orbitals superiors d'un determinat nivell tenen energies semblants als inferiors del nivell immediatament superior. Una de les excepcions a la regla de Madelung es produeix en el bloc d de la taula periòdica en els elements que estan omplint els orbitals d i ja tenen ple l'orbital s del nivell superior. Si es pot deixar mig ocupats amb cinc electrons o completament ocupats, amb deu electrons, els orbitals d, un electró que a l'element anterior ocupava un orbital s n'ocupa un de d. També es dona aquesta excepció amb els lantanoides i actinoides que un electró que ha d'ocupar un orbital f quan els orbitals f estan mig ocupats, passa a ocupar un orbital d i així es pot continuar deixant mig ocupats els orbitals f amb set electrons. Per exemple en el crom i en el coure i en el gadolini:
{\displaystyle [Cr]=[Ar]\,3d^{5}4s^{1};\quad [Cu]=[Ar]\,3d^{10}4s^{1}}{\displaystyle [La]=[Xe]\,4f^{7}5d^{1}6s^{2}}
Els lantanoides i els actinoides també presenten l'excepció que no comencen a emplenar els orbitals 4f i 5f, respectivament, quan indica la regla de Madelung, sinó alguns elements després. És el cas del lantani i del ceri:

Orbitals ocupats de l'oxigen. Només poden situar-se en un mateix orbitals dos electrons i han de tenir espíns oposats.

{\displaystyle [La]=[Xe]\,5d^{1}6s^{2};\quad [Ce]=[Xe]\,4f^{1}5d^{1}6s^{2}}
| Element | Configuració                        | Element  | Configuració                        | Element  | Configuració                               | Element     | Configuració                             |
| ------- | ----------------------------------- | -------- | ----------------------------------- | -------- | ------------------------------------------ | ----------- | ---------------------------------------- |
| Crom    | {\displaystyle [Ar]\,3d^{5}4s^{1}}  | Niobi    | {\displaystyle [Kr]\,4d^{4}5s^{1}}  | Lantani  | {\displaystyle [Xe]\,5d^{1}6s^{2}}         | Actini      | {\displaystyle [Rn]\,6d^{1}7s^{2}}       |
| Coure   | {\displaystyle [Ar]\,3d^{10}4s^{1}} | Molibdé  | {\displaystyle [Kr]\,4d^{5}5s^{1}}  | Ceri     | {\displaystyle [Xe]\,4f^{1}5d^{1}6s^{2}}   | Tori        | {\displaystyle [Rn]\,6d^{2}7s^{2}}       |
|         |                                     | Ruteni   | {\displaystyle [Kr]\,4d^{7}5s^{1}}  | Gadolini | {\displaystyle [Xe]\,4f^{7}5d^{1}6s^{2}}   | Protoactini | {\displaystyle [Rn]\,5f^{2}6d^{1}7s^{2}} |
|         |                                     | Rodi     | {\displaystyle [Kr]\,4d^{8}5s^{1}}  | Platí    | {\displaystyle [Xe]\,4f^{14}5d^{9}6s^{1}}  | Urani       | {\displaystyle [Rn]\,5f^{3}6d^{1}7s^{2}} |
|         |                                     | Pal·ladi | {\displaystyle [Kr]\,4d^{10}}       | Or       | {\displaystyle [Xe]\,4f^{14}5d^{10}6s^{1}} | Neptuni     | {\displaystyle [Rn]\,5f^{4}6d^{1}7s^{2}} |
|         |                                     | Argent   | {\displaystyle [Kr]\,4d^{10}5s^{1}} |          |                                            | Curi        | {\displaystyle [Rn]\,5f^{7}6d^{1}7s^{2}} |

### Principi d'exclusió de Pauli
El principi d'exclusió de Pauli, introduït pel físic austríac Wolfgang Pauli el 1925, diu que en un sistema de fermions idèntics, com ara els electrons, no pot haver-n'hi dos en el mateix estat quàntic. Això equival a dir que dos electrons no poden tenir els mateixos quatre números quàntics. Per tant, aquest principi limita a dos els electrons que poden ocupar un orbital atòmic, ja que només hi ha dos valors possibles del nombre quàntic d'espin: +½ i –½.

### Regla de màxima multiplicitat de Hund

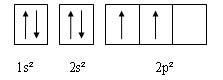
Configuració del carboni seguint la regla de Hund. Els dos electrons dels orbitals p estan situats en orbitals diferents i tenen els seus espíns paral·lels.

La regla de màxima multiplicitat, establerta empíricament pel físic alemany Friedrich Hund el 1925, diu que quan hi ha electrons que poden ocupar orbitals de la mateixa energia no es poden aparellar fins que s'han ocupat tots els orbitals i amb espins paral·lels.